# Johann Evangelist Haller
Johann Evangelist Haller, avstrijski rimskokatoliški duhovnik, škof in kardinal, * 30. april 1825, Sankt Martin in Passeier, † 5. maj 1900.

## Življenjepis
21. maja 1848 je prejel duhovniško posvečenje.
14. avgusta 1874 je bil imenovan za pomožnega škofa Trenta in 4. oktobra istega leta je prejel škofovsko posvečenje.
20. decembra 1880 je postal pomožni škof Salzburga in 20. maja 1890 nadškof Salzburga; potrjen je bil 26. junija in 10. avgusta istega leta je bil ustoličen.
29. novembra 1895 je bil povzdignjen v kardinala in imenovan za kardinal-duhovnika S. Bartolomeo all'Isola.